# Томас Говард 4-й герцог Норфолкський
Томас Говард (англ. Thomas Howard; 10 березня 1536 — 2 червня 1572) — державний і політичний діяч королівства Англія, 4-й герцог Норфолк, очільник Католицької фракції.

## Життєпис
Походив зі знатного роду Говардів. Старший син Генріха Говарда, графа Суррея, та Френсіс де Вер (донька Джона деВера, графа Оксфорд). Народився 1536 року. У 1547 році його батька стратили за наказом короля Генріха VIII, а діда — Томаса Говарда, 3-го герцога Норфолка, запроторено до в'язниці. Родина втратила усі титули. Навчався в Оксфордському і Кембриджському університетах, здобувши ступінь магістра мистецтв.
У 1553 році після вступу на престол Марії I родина була відновлена в правах та титулах. Того ж року став служити в хаусхолді Джона Вайта, єпископа Лінкольнського. У 1554 році після смерті діда Томас успадкував титул герцога Норфолка, ставши єдиним герцогом Англії і першим пером королівства. Того ж року стає графом-маршалом Англії та камергером короля-консорта Філіппа Габсбурга.
Після смерті королеви 1558 року Англія знову повернулася від католицизму до протестантизму, і Томас Норфолк прийняв англіканське віросповідання. Але своїх дітей він виховував в католицькому дусі. 1559 року призначено лорд-лейтенантом Норфолку і Саффолку. Невдовзі того ж року отримує посаду генерал-лейтенанта Півночі,
1560 року очолював війська, що вдерлися до Шотландії на підтримку протестантських Лордів Когрегації, які ворогували з регентшею Марією де Гіз. Уклав з Конгрегацією Бервіцький договір про спільні дії проти французьких залог, що підтримували регентшу. Після укладання Едінбурзького договору із Францією того ж року залишив Шотландію. Невдовзі втратив посаду генерал-лейтенанта Півночі. 1563 року стає членом Тайної ради, навіть деякий час був її віцепрезидентом.
Після того, як 1567 року померла його третя дружина вирішив одружитися з колишньою шотландською королевою Марією Стюарт і повернути її на шотландський престол. Королева Англії Єлизавета I виступила проти шлюбу між Говардом та Стюарт.
Замість того, щоб відмовитися від своїх планів шлюбу Томас Говард почав підготовку до її звільнення. Цьому сприяло те, що 1568 року Говард призначається головою королівської комісії, що розглядала звинувачення проти Марії Стюарт у вбивстві свого чоловіка, отримуючи доступ до ув'язнення Марії. 1569 року він заручився підтримкою римського папи Пія V і Філіппа II Габсбурга, короля Іспанії, в організації повстання в північних англійських графствах з метою повалення королеви Єлизавети I і зведення на англійський трон Марії Стюарт.
Після того, як повстання не вдалося, герцог Норфолк 1569 року був заарештований і ув'язнений в Тавер. З великими труднощами Говарду вдалося переконати королеву Єлизавету в своїй невинності, і він 1570 року був відправлений з в'язниці під домашній арешт. Однак 1571 року виявилося, що в лондонському палаці Норфолк була розроблена нова державна змова (за іншою версією це була провокація Роберта Сесіла, який намагався позбутися впливового герцога). В результаті Томаса Говарда було засуджено за державну зраду і 1572 року страчено. Його рід знову було позбавлено титулів та прав.

## Родина
1. Дружина — Марія, донька Генріха Фіц-Алана, 19-го графа Арундел.
Діти:
- Філіпп (1557—1595), 13-й граф Арундел

2. Дружина — Маргарет, донька Томаса Одлі, 1-го барона Одлі.
Діти:
- Томас (1561—1626), 1-й граф Саффолк
- Маргарет (1562—1591), дружина Роберта Саквілла, 2-го графа Дорсет
- Вільгельм (1563—1640)
- Єлизавета

3. Дружина — Єлизавета, донька сера Джеймса Лейборна, мирового судді Вестморланду.